# Thomas Scott (Politiker)
Thomas Scott (* 1739 im Chester County, Province of Pennsylvania; † 2. März 1796 in Washington, Pennsylvania) war ein US-amerikanischer Politiker. Zwischen 1789 und 1791 sowie nochmals von 1793 bis 1795 vertrat er den Bundesstaat Pennsylvania im US-Repräsentantenhaus.

## Werdegang
Thomas Scott wuchs während der britischen Kolonialzeit auf. Noch als Kind kam er in das Lancaster County, wo er die öffentlichen Schulen besuchte. Nach einem anschließenden Jurastudium und seiner Zulassung als Rechtsanwalt begann er in diesem Beruf zu arbeiten. Ab 1770 war er im Westmoreland County ansässig. Im Jahr 1773 wurde er dort Friedensrichter. In den 1770er Jahren schloss er sich der amerikanischen Revolution an. 1776 wurde er Abgeordneter im Repräsentantenhaus von Pennsylvania, das damals erstmals in US-amerikanischer Zeit gewählt wurde. Nach der Gründung des Washington County war Scott zwischen 1781 und 1789 als Prothonotary am dortigen Bezirksgericht angestellt. Ab 1786 war er dort auch Bezirksrichter. Im Jahr 1787 nahm er als Delegierter an der Versammlung teil, die die Verfassung der Vereinigten Staaten für Pennsylvania ratifizierte. Politisch stand er George Washington und Alexander Hamilton nahe (Pro-Administration-Fraktion).
Bei den in Pennsylvania staatsweit ausgetragenen Kongresswahlen des Jahres 1789 wurde Scott für den fünften Sitz von Pennsylvania in das damals zunächst noch in New York City tagende US-Repräsentantenhaus gewählt, wo er am 4. März 1789 sein neues Mandat antrat. Da er im Jahr 1790 nicht mehr kandidierte, konnte er bis zum 3. März 1791 zunächst nur die erste Legislaturperiode des Kongresses absolvieren. Im Jahr 1791 war er nochmals Abgeordneter im Repräsentantenhaus von Pennsylvania. Bei den ebenfalls staatsweiten Wahlen des Jahres 1792 wurde Scott wiederum in den Kongress gewählt, wo er zwischen dem 4. März 1793 und dem 3. März 1795 eine weitere Amtsperiode absolvieren konnte. Er starb am 2. März 1796 in Washington (Pennsylvania).